# Cratere Butes (Dione)
Butes è un cratere sulla superficie di Dione.